# Евертон Лопес
Евертон дос Сантос Лопес (порт. Éverton dos Santos Lopes; 8 серпня 1988, Салвадор) — бразильський професійний боксер, чемпіон світу серед аматорів, призер Панамериканських та Південноамериканських ігор.

## Аматорська кар'єра
2006 року завоював срібну медаль на Південноамериканських іграх в категорії до 60 кг.
2007 року на Панамериканських іграх переміг трьох суперників, у тому числі в півфіналі Хосе Педрасу (Пуерто-Рико), а у фіналі програв Йорденісу Угасу (Куба) і завоював срібну медаль.
На чемпіонаті світу 2007 програв у першому бою Уранчимегійн Менх-Ердене (Монголія).
На Олімпійських іграх 2008 програв у першому бою Асілбеку Таласбаеву (Киргизстан).
На чемпіонаті світу 2009 переміг трьох суперників, а у чвертьфіналі програв Альберту Селімову (Росія).
На Південноамериканських іграх 2010 завоював срібну медаль.
На чемпіонаті світу 2011 в категорії до 64 кг став чемпіоном.
- В 1/32 фіналу переміг Міхала Сироватка (Польща) — RSC 3
- В 1/16 фіналу переміг Джеффа Горна (Австралія) — 22-10
- В 1/8 фіналу переміг Ентоні Їгіта (Швеція) — 22-10
- У чвертьфіналі переміг Дьюла Кате (Угорщина) — AB 3
- У півфіналі переміг Вінченцо Манджакапре (Італія) — 16-7
- У фіналі переміг Дениса Берінчика (Україна) — 26-23

2011 року на Панамериканських іграх переміг двох суперників, а у півфіналі програв Роніелю Іглесіасу (Куба).
На Олімпійських іграх 2012 знов програв у першому бою Роніелю Іглесіасу (Куба).
На чемпіонаті світу 2013 завоював бронзову медаль.
- В 1/16 фіналу переміг Річарно Колін (Польща) — 3-0
- В 1/8 фіналу переміг Артема Арутюняна (Німеччина) — 2-1
- У чвертьфіналі переміг Евальдаса Петраускаса (Литва) — 2-1
- У півфіналі програв Мерей Акшалову (Казахстан) — 1-2

На Південноамериканських іграх 2014 став чемпіоном.

## Професіональна кар'єра
Впродовж 2015-2017 років провів шість переможних боїв на професійному рингу.